# سلحفاة لوباتس مفصلية الظهر
سلحفاة لوباتس مفصلية الظهر هي نوع من السلاحف البرية، تنتمي إلى جنس السلاحف المفصلية، وتعيش في دولتي بوتسوانا وجنوب أفريقيا. كانت تُصنَّف هذه السلحفاة فيما مضى كتحت نوعٍ من سلحفاة بل مفصلية الظهر، إلا إنَّ بعض علماء الزواحف والبرمائيات رفعوها إلى مرتبة النوع في خلال تسعينيات القرن العشرين.
للسلحفاة صدفة طويلة ونحيلة، وقد يبلغ طولها 16.7 سنتيمتراً، وهي مفلطحة قليلةً مع تَقبُّبٍ بسيط. هذه السلحفاة متوطنة في جنوب أفريقيا وبوتسوانا، أي أنها لا تعيش في أي مكانٍ آخر بالعالم، كما إنَّ تواجدها ينحصر في قطاعٍ صغير بين حدود البلدين.